# Floex
Pour les articles homonymes, voir Tomáš Dvořák.
Floex alias Tomáš Dvořák est un compositeur et artiste graphique tchèque.

## Biographie
Il débute dans la production de musique électronique en 1996 avec le projet “Floex”, influencé par le mouvement musical britannique des labels Warp Records, GPR Music Group, Pork Recordings, Ninja Tune. Il a participé à plusieurs compilations telles que Inform, Future Sound of Prague Volumes 2 et 3. Parallèlement, il a sorti sa demo Hub, qui a été diffusé à travers le monde grâce à Internet.
En 2001, il sort son premier album Pocustone, distribué par Quazidelict records, qui relie des genres relativement isolés comme le nu jazz, la musique électronique et la musique contemporaine. Cet album a été acclamé par la critique en République tchèque et plusieurs titres ont été diffusés en Europe et au Japon. Pocustone a reçu de nombreuses récompenses en République tchèque et à l’étranger.
Tomáš Dvořák a réalisé plusieurs remixes (Ivan Král, ZKA4T, Priessnitz, Monkey Business, The Ecstasy Of St.Theresa, Longital).
À partir de 2002, il a collaboré à de nombreuses bandes originales de films (Nightmare, To the Sun, To be Wulf for the Last Time, In the Air, I 'm Bigger And Better), et participé à plusieurs projets d’artistes visuels comme Federico Díaz. En 2006, il compose la musique du jeu vidéo Samorost 2 d’Amanita Design. La bande originale a été ensuite distribuée par Quazidelict Records sous la forme d’un album de 40 minutes.
En 2008, il crée un groupe musical avec le pianiste Jiří Libánský (Líba). En 2009, il compose et publie la musique du jeu vidéo Machinarium d’Amanita Design. Il compose avec Jiří Libánský une musique originale pour le film expressionniste The hands of Orlac, spécialement pour le festival du film de Uherské Hradiště.
En 2016, il retrouve l'équipe du studio Amanita Design pour composer la musique du troisième volet du jeu vidéo Samorost 3.

## Discographie
- 2001 : Pocustone (Quazidelict records)
- 2006 : Samorost II Soundtrack (Quazidelict records, Amanita Design)
- 2009 : Machinarium Soundtrack (Amanita Design, Minority Records)
- 2011 : Zorya (Minority Records)
- 2016 : Samorost III Soundtrack (Amanita Design, Minority Records)
- 2018 : A Portrait of John Doe (Mercury KX)

## EP (Extended Play)
- 2013 : Gone (Denovali Records)
- 2015 : Samorost III Pre-Remixes (pas de label)

## Concerts
- LPC Open Air Field (République tchèque)
- Stubnitz (Rotterdam, Pays-Bas)
- Letadlo (Télévision Tchèque)
- Cracovie (Pologne)
- Bratislava (Slovaquie)
- Palace Akropolis (Prague, République tchèque)
- Roxy (Prague, République tchèque)
- Zoobizarre (Bordeaux, France)
- Creamfields (République tchèque)
- Global Beats (Krotoszyn, Pologne)
- Big Chill (Easton Castle Deer Park, Royaume-Uni)

## Expositions
- 2000 : First City Webdesign Exhibition (Brazil City, Brésil)
- 2002 : "The Crossroad", exhibition Lanterna Magica (Espace Electra, Paris, France)
- 2002 : Candyski & Geocit Play For Two - Play together!!! (new media festival in Kyjev Ukraine)
- 2003 : "Geocit standalone version", transmediale (Berlin new media festival)
- 2003 : RGB 1, Alfredvedvoře (Czech experimental theatre)
- 2005 : RGB 2, Palác Akropolis / Festival Enter Multimediale
- 2006 : Live Score, Alfredvedvoře, Divadlo 29, Multiplace festival Bratislava - Priestor A4